# Саливонки
Саливо́нки — село в Україні, у Гребінківській селищній громаді Білоцерківського району Київської області. Населення становить 2649 осіб.
Лежить на трасі Київ — Одеса. Через нього проходять траси обласного значення на Обухів та Таращу. Село розташоване за 20 км від райцентру Біла Церква та за 60 км від обласного центру і столиці України Київ. До найближчої залізничної станції Устимівка 18 км, а до Білої Церкви — 20 км.
У селі нині нараховується 1152 дворів, в яких проживає 2760 чоловік населення. До Саливінківської сільської Ради належить ще невеличке сільце Степанівка.

## Місцева влада
Органом місцевої сільської громади села Саливонки є Саливонківська сільська рада, яка складається з 16 депутатів та голови.
Сільським головою 25 жовтня 2015 року обрано втретє Басилкевича Володимира Анатолійовича, 1965 року народження.
Секретарем виконкому сільської ради обрано Чен Юлію Олександрівну.

## Історія
У 1879 році в шарі торфу на території села знайдено два крем'яні наконечники для стріл та людський череп. Ця знахідка свідчить про те, що на території Саливінок жили люди ще за часів нової кам'яної доби-неоліту, який датується по Київщині 8-6 тисячоліттями до н. е.
Можливо, це носій дніпровсько-донецької культури, які жили в житлах, зроблених з дерева та очерету і займались мисливством та рибальством, пізніше — скотарством і частково землеробством. Свідченням цього є знахідка не далеко від Саливінок в приміському селі Києва — Чапаєвці — відбиток на кераміці зернини культурного ячменю, що відноситься до V тисячоліття до н. е. А мисливством та рибальством займатись було де. В ті часи по території сучасних Саливінок протікали дві річки — притоки Росі. Це Рут Великий і Рутець Малий, які зливались на південь від села. Річка Рут Великий впадала в Рось на території сучасної Білої Церкви, тому і один з районів міста носить назву Роток. Пізніше Рут Великий став називатися Ротком, а потім Протокою. Дана річка перетворилась сьогодні на каскад ставків, найбільший з яких знаходиться біля цукрового заводу. Він раніше носив назву — Рутське озеро.
Ще однією пам'яткою сивої давнини є Змієвий вал, який починається від цукрового заводу і тягнеться через Гребінки до Устимівки. Змієві вали — це система могутніх земляних укріплень проти кочівників степу, яка по Київщині становить близько тисячі кілометрів. Хто ж збудував ці могутні укріплення, які були надійним захистом людності від нападів кочівників. Ця побудова, як вважають вчені, відноситься ще до скіфських (VII — III ст. до н. е.) чи ранньо-слов'янських часів (епоха зарубинецької та черняхівської культур (III ст. до н. е. — V ст. н. е.). Часто побудову змієвих валів пов'язують з існуванням могутньої ранньо-слов'янської Троянь.
Ще на початку XIX століття навколо села було 15 курганів, 4 з яких носили назви Могила Кужелина, Могила гостра, Могила щербина та Маняк. Саливінки, як і вся Васильківщина, знаходились в Перепетовому полі, кордони якого були на півночі — річка Стугна, півдні — Рось, заході — Унава — сході — Дніпро.
Вперше Перепетове поле згадується в літописі за 1151 рік у зв'язку з князівськими усобицями. 5 травня 1151 року на території сучасних Саливонок і Гребінок відбулася битва між військами Ізяслава Мстиславовича і Юрія Володимировича. У «Повісті минулих літ» читаємо про цю битву біля Рутського озера і грязини через річку Малий Рутець. «І побачили війська один одного обаполи біля озера, і тому билися на крилах обох військ, а самим військом не можна було з'їхатись. А як було к вечеру, то пішов Юрій за пагорби з полками своїми. В'ячеслав же, Із'яслав і Ростислав пішли вслід за ними у верхів'я озера маючи намір битися з ним. Але Юрій попереду них зайшов шляхами своїми за річку Малий Рутець і перейшовши грязину, там же став на ніч. В'ячеслав же Із'яслав та Ростислав, перейшовши стали на ніч тут же навпроти нього. Стали вони так, що стріли не доходили… Коли ж ступилися полки січа люта і завзята. Бог же і свята Богородиця і сила чесного животворящого хреста помогли В'ячеславу, Із'яславу та Ростиславу, і тут побили вони Юрія. І половці Юрієві ні по стрілі не пустили, тоді побігли. А потім Ольговичі, а потім побіг Юрій з дітьми. І коли вони втікали через Рут, багато дружини втопилися в Руті, бо він був багнистий. І коли вони втікали, то вбили Володимира Давидовича князя чернігівського, доброго і кроткого і інших леночих побили і половецьких князів багатьох захопили, а других побили».
Після монгольської навали вся територія південної Васильківщини була спустошена і почала заселятися людністю в XVI столітті. Після розпаду Золотої Орди і перемоги русько-литовського війська над татарами на річці Сині води в 1362 році, майже вся Україна ввійшла до складу Русько-литовського князівства. Але в результаті Люблінської унії 1569 року, коли Польща і Литва об'єдналися у єдину державу — Річ Посполиту, Україна ввійшла до складу Польщі. На неї розповсюджувався польський адміністративний устрій. Було створене Київське воєводство з трьома повітами: Київським, Овруцьким і Житомирським. Повіти ділилися на волості. Волосним центром став Васильків.
Але польський адміністративний устрій особливо в XVII столітті на Київщині існував формально. Основну роль тут грав козацький устрій, який склався на початок XVII століття. Це — полки і сотні не лише як військові, але і територіальні одиниці. На Правобережжі Київщини були полки Київський, Фастівський і утворений в 1621 році Білоцерківський полк. Отже, навколишні села серед яких були Саливончиці (Саливінки) підпорядковувались Білій Церкві, її полковій адміністрації. У зв'язку з посиленням феодального, національного і релігійного гніту козацтво і селянство України відповідно масовими повстаннями селянство і козацтво Саливінок, Гребінок, Лосятина, Пінчуків, брали активну участь у повстаннях під проводом К.Косинського та С.Наливайка.
Після повстання під проводом М.Жмайла для укладання козацького реєстру у Василькові та селах Васильківщини стояло 15-тисячне польське військо під командуванням Станіслава Конєцпольського.
В 1630 році під час повстання козаків і селян під проводом Тараса Федоровича (Трясила) повстанці розгромили польське військо під Копачевом за три милі від Василькова та Гребінок на території сучасних Саливінок.
Перша половина XVII століття характеризувалась великими успіхами козацтва в боротьбі проти кримських татар.
Козацьке військо під проводом Михайла Дорошенка у 1626 році під Білою Церквою вщент розгромило татарську орду. У цій битві козацьким військам допомагали і селяни навколишніх сіл, серед яких, мабуть, були і саливінці. Ними керував Тарас Трясило.
Козакам допомагали польські війська під керівництвом С. Хмелецького. Після битви козаки, польські жовніри і селяни на бродах річки Рось та її притоках вщент вибивали татарські загони, які розсипались, грабуючи Білоцерківщину, Васильківщину, Фастівщину.
Але в 1640 році кримські татари, користуючись ослабленням козацького війська після поразки у повстаннях Павлюка та Гуні і Острянина в 1637-38 роках, жорстоко пограбували Білоцерківщину і південь Васильківщини.
Разом з іншими селами було й пограбовано й Саливінки.
Під час визвольної війни українського народу під проводом Богдана Хмельницького Васильківщина і в тому числі Саливінки стали ареною для жорстких боїв українських та польських військ. Прямих сутичок на території Саливінок ворогуючих сторін не зафіксовано в історичних документах, але Саливінки стояли на шляху переходів як польських так і українських військових загонів.
Селяни і козаки Васильківщини в тому числі і Саливінок масово йшли до військ Богдана Хмельницького.
Влітку 1648 року на Васильківщині було розгромлене військо Яреми Вишневецького. Він, на превеликий жаль, як і Потоцькі, Калиновські походив з української аристократії, але на думку російських істориків зрадив український народ і православну віру і став одним з його найлютіших ворогів.
Влітку 1651 року козацьке військо через зраду татар зазнало поразки під Берестечком і відступило до Білої Церкви, ставши табором на річці Узень (нині Узинка). Польське військо рухалось слідом. Мужній опір полякам вчинили жителі і козаки Триліс. А далі, рухаючись до Германівни на з'єднання з литовським військом Радзивілла, воно неодмінно повинно пройти через Гребінки і Саливінки з усіма наслідками.
23-25 серпня 1651 року на території Тростинки, по сусідству з Саливінками, відбулися запеклі бої між козаками і польськими військами. Втрати з обох сторін були великі. Польсько-литовське військо відступило на захід. Був підписаний хоч і тяжкий, але вигідний для України Білоцерківський договір, згідно з яким козацький реєстр становив 20 тисяч, у пряме правління Богдана Хмельницького було відведене Київське воєводство.
І 1654 відбулась Переяславська рада. Жителі Василькова, Гребінок, Саливінок та інших сіл підписали присягу на вірність московському цареві.
Після смерті Богдана Хмельницького Васильківщина знову стала ареною запеклих військових боїв козацьких військ з польськими, татарськими, московськими військами. Розгоряється жорстока громадянська війна між лівобережними та правобережними гетьманами, які орієнтувалися разом із козацькою старшиною, яка їх підтримувала, на Москву, Варшаву, Стамбул.
7 жовтня 1658 року під Васильковом козацькі війська під проводом І. Виговського зазнали поразки від московських військ під проводом воєводи Шереметьєва.
Але наступного року московські війська під Конотопом зазнали нищівної поразки з величезними для них втратами від козацьких і татарських військ очолених І. Виговським.
Але І. Виговського, не зважаючи на дуже вигідний для України Гадяцький договір з Річчю Посполитою, не підтримала козацька старшина і він був змушений на козацькій раді в Германівці покласти булаву.
У 1660 році у місті Василькові відбулася військова рада керівника московських військ В.Шереметьєва і козацької старшини на чолі з Ю.Хмельницьким яка вирішила йти походом проти польської армії в напрямку Львова. Але військові дії козацьких і московських військ проти поляків були невдалі. Московські війська, які діяли одноосібно, були розбиті. Шереметьєв був полонений і відданий татарам. Ю.Хмельницький підписав 15-17 жовтня 1660 року Слободищенський трактат з поляками і наказав козацьким військам припинити військові дії. Це полонило практичний поділ України та Правобережжя і Лівобережжя. Правобережні і лівобережні гетьмани, які орієнтувалися на Москву і Варшаву почали громадянську війну між собою, яка перетворила правобережжя на Руїну.
Татари, підтримуючи то одне угрупування козацької старшини, то друге, перетворили не лише південь Київщини, але і все Правобережжя на пустку.
На Васильківщині ця пустка завершилась після того, як польський полковник Пиво-Запальський у 1671 році спалив Васильків і винищив його людність. В 1682 році при реєстрі маєтків Києво-Печерської Лаври, яка мала землі на гребінківщині, було записано, що «місто запустіло з-того часу, як пиво полковник Васильків розорив і людей побив».
Козацький літописець Самійло Величко писав про початки 80-х років XVII століття: «Від Корсуні і Білої Церкви, потім на Волинь…, бачив я багато городів і замків обезлюднені і пусті вони, що стали пристановищем і житлом тільки для диких звірів».
Згідно з Андрусівським перемир'ям 1667 року і «вічним миром» 1686 року Лівобережжя з Києвом і Васильковом відійшло до Московського царства, а правобережжя — до Речі Посполитої. Кордон між двома державами пролягав через село Митницю, яка належала до Московського царства.
Гребінківщина залишилася за Річчю Посполитою аж до її другого поділу.
Жителі Саливінок і навколишніх сіл були або вибиті, або перебрались на північ Київщини чи Лівобережжя.
Після облоги і взяття турецькими військами Чигирина  правобережне козацтво на деякий час перестало існувати.
Відродження правобережжя пов'язано з іменем Білоцерківського полковника Семена Палія. У 1694 році він просив гетьмана Івана Мазепу дати дозвіл на перехід його з козаками у Васильків і Трипілля. А потім він вибрав для формування свого полку колишнє полкове місто Фастів, де з жителів проживала забута Богом і смертю стара бабуся.
А в селі Лосятині на місті давньоруської фортеці Соколово Палій, за переказами, збудував укріплений замок. Це місце досі називають Земковищем.
Під захистом козаків Палія відроджувалась Васильківщина. В Саливінки і навколишні села вернулась уціліла людність.
Це була остання спроба відродити правобережне козацтво. Але після арешту в 1704 році царським урядом Семена Палія та Прутського миру 1711 року правобережне козацтво було ліквідоване.
Поразка Росії у війні з Туреччиною привела до того, що, хоч як цього не хотів Петро І, Правобережжя знову перейшло до Речі Посполитої.
27 вересня 1711 року вийшов указ Петра І про передачу Правобережної України Речі Посполитій, козакам і населенню запропоновано переселитися на Лівобережжя. Козацькій старшині навіть була компенсація за залишені маєтності. Переселення тривало 4 роки. В 1714 році Біла Церква і також землі гребінківщини були передані польським урядовим комісарам.
Значна кількість населення Саливінок і навколишніх сіл пересилилась на території, які ввійшли до Росії.
Але чимало жителів не хотіли кидати насиджені місця і залишились. Крім того, польські магнати і шляхта, щоб привабити селян у свої маєтки, оголошували звільнення їх від феодальних повинностей на певний період — від 5-7 років і більше. Це так звані слободи. Крім того, запекла антифеодальна боротьба не дала можливість польській шляхті зразу обкласти селян тяжкими феодальними повинностями якщо на початку XVII століття південна Київщина взагалі і Васильківщина гриміли козацько-селянські повстання, то вже з 30-х років почалася боротьба гайдамаків проти соціального, національного і релігійного гніту польські шляхти.
Головне місце у відновленні господарського життя південної Васильківщини в першій половині XVIII століття належало народній колонізації. Її рушійною силою було ходіння населення, яке раніше на цій території. Введені шляхтою слободи теж приваблювали втікачів від кріпосницького гніту з західних областей України. Так, недалекими сусідами Саливінок Олійникові Слобода та Слобода Вінницькі Стави.
Шляхта і магнати на Півдні Київщини поступово вводили земельні повинності.
В Саливінках та навколишніх селах запроваджувався перший тип маєтків, де основною повинністю селян був чинна та натуральна рента. Ще однією формою визнаку селян була так звана пропінація, тобто монопольне право шляхти на виготовлення та продаж спиртних напоїв, зокрема горілки. В Саливінках та Гребінках, як і в сусідніх селах, були відкриті шинки, прибуток від яких йшов у кишеню польської шляхти. Шинки здавались в оренду євреям, які дерли з селян три шкіри.
Тому під час повстань гайдамаки на одній гілляці вішали пана, його собаку, яким він цькував селянських дітей, і за компанію єврея — шинкаря.
Але поступово вводилась панщина, спочатку 24 літні дні на рік, а потім і цілий рік тільки селянам, які селилися на пустуючи землях, скасовувались.
Крім соціального гніту посилився національний і релігійний гніт. Державне діловодство і суди велись лише польською мовою. Шляхта закривала православні церкви і наладжувала греко-католицьку та католицьку віру.
Це все призвело до посилення національно-визвольної боротьби, яка мала характер гайдамацького руху. Гайдамаки громили панські маєтки, розправлялися з каральними загонами польського уряду, які посилались на придушення гайдамацького руху.
Польський король Август III вимагав від білоцерківської та вінницької старост посилити свої надвірні команди для допомоги регулярним військам у боротьбі проти гайдамаків. Але старости боялись нападу гайдамаків на їхні маєтки і не надали надвірні команди в розпорядження керівників регулярних військ.
Селянство Саливінок і Гребінок, які були в одній адміністративній одиниці, брало активну участь у гайдамацькому русі. Так під час апогею гайдамацького руху — повстанні у 1768 році так званій Коліївщині, селяни Гребінок і Саливінок вбили 6 польських шляхтичів.
Після придушення при допомозі царських військ Коліївщини і жорстокої розправи над повстанцями кідне, король Речі Посполитої віддав у володіння гетьману Ксаверію Браницькому Білу Церкву і всю південну Васильківщину. Саливінки на довгі роки стали власністю родини Браницьких.
Але дні речі посполитої вже пораховані. Після її другого поділу у 1793 році Правобережна Україна відійшла до Росії. В 1797 році Васильків став повітовим містом, Глеваха і Гребінки — центрами волостей. В Гребінках була постова станція і кілька заїжджих дворів.
Але соціальний і національний гніт ще посиливсь у І половині ХІХ століття. В школах і державних установах вводилась російська мова.
Збільшувалась панщина. В Саливінках як і в навколишніх селах, де були власниками Браницькі, чоловіки відробляли панщину 3 дні на тиждень цілий рік, жінки 3 дні на тиждень влітку і два дні — взимку, неодружені — 2 дні на тиждень цілий рік. Тяглові селяни обробляли поміщицьку землю 114 днів на рік, інші селяни — 88 днів.
Для кріпаків були і непомірно великі денні норми — за день взимку необхідно було нажати 1-1,5 копи ярих −1,5-2 копи, змолотити ціпом озимих 1 копу, ярих 1,5 копи (в копі 60 снопів). Селяни втрачали худобу і землю. Так по Васильківщині взагалі і по Саливінках зокрема на 100 селянських господарств було: тяглових і напівтяглових — 25 %
піших — 5 %
городників і повністю безземельних — 16 %
інших — 9 %
Кріпосницьке господарство села вступило в період затяжної кризи.
Орендатори багатьох маєтків Браницьких в умовах розвитку товарно-грошових відносин для збільшення своїх прибутків не лише збільшували панщину, а ще намагалися забрати в селян землю, переводити кріпаків на так звану місячину, коли за свою працю селянин отримував таку кількість продуктів, яка потрібна для його прожиття. Тому половина селян Саливінок не мали робочої худоби відносились до розряду піших, а кожен шостий селянин взагалі не мав землі, крім огорода.
Селянство Київщини підіймалось на боротьбу проти кріпосницького гніту. Під час Кримської війни 1853—1856 років було царською адміністрацією оголошено набір у ополчення. Селяни це зрозуміли так, що вертається козаччина.
Вони відмовились виконувати панщину і проголосили себе козаками. Цей могутній селянський виступ на Київщині в 1855 році в історію увійшов під назвою «Київська козаччина». В ній активну участь брали селяни Саливінок, Лосятина, Гребінок та інших сіл. Найрішучіше виступили селяни Здорівки. Для придушення цього повстання царська адміністрація послала значні військові сили. У Васильківський повіт було послано значні військові сили.
Київська козаччина охопила 422 села де було 183 тисячі ревізьких душ. Для її придушення царизм послав 9 рот піхоти, 25 ескадронів кавалерій, до десятка саперних рот.
Царизм зрозумів, що якщо селян не звільнити «зверху», то вони постануть і звільнять себе «знизу». В глибокій таємниці готувалась селянська реформа, яка максимально задовольняла інтереси поміщиків.
19 лютого 1861 року проголошено про скасування кріпосницького права. Селяни стали особисто вільними. Але землі вони отримали менше, ніж мали до реформи. Це так звані відрізки. Але на Правобережжі взагалі і на Васильківщині зокрема селяни отримали більш землі, ніж мали вони до реформи. Чому ж царська адміністрація так поступила? Причиною було та, що поміщики на Правобережжі були поляками за національністю. У Польщі розгортався національно-визвольний рух, метою якого було відновлення польської держави, яка була ліквідована в результаті трьох поділів Польщі в кінці XVIII століття. Польське дворянство Правобережжя, студенти-поляки активно включилися в цю боротьбу, намагаючись залучитись підтримкою українського селянства.
Розрахунок царизму був точний. Вікова ненависть українського селянства до польських поміщиків, наділення правобережного селянства більшою кількістю землі працювали в інтересах самодержавства.
На Правобережжі поляками в 1863 році було створено чималу кількість повстанських загонів для боротьби з царизмом. Створювалися запаси зброї і іншого військового спорядження для нових повстанців — інсургентів. Але на жаль селянство правобережжя не лише не пішло в ці загони, але й активно виловлювало повстанців, або як їх називали селяни «стурентів» і передавало їх в руки царської адміністрації.
Такий випадок був і в Саливінках. 27 квітня 1863 року, селяни Саливінок і Гребінок, очолені волосним старостою Іваном Шадурою разом з Степаном Желяком захопили в Гребінках два вози зі зброєю і арештували 9 шляхтичів, шістьох з яких убили. Потім верхи на конях охляп, озброєні косами, вилами, рожками, долотами, прив'язаними до дрючків, погнались за польськими повстанцями в районі Вінницьких Ставів. Біля Мар'янівки, на могилах переп'яті і Переп'ятиха наскочили на повстанський загін студентів-поляків очолених В. Латушинським. У запеклій сутичці вони разом з підоспілими селянами Ксаверівки і Мар'янівки розгромили цей загін, убивши 12 повстанців, а дев'ять зв'язали і передали у Васильків царським властям. Навіть земства на Правобережжі були введені лише на початок XX століття.
Після наділу земель на кожен селянський двір припадало не 4 десятини в середньому, а 3,6 десятин, з них придатної 3,4 десятини на двір.
У дворові, які не користувались земельним наділом, землі зовсім не одержували. Отже по Саливінках близько половини селян одержали землі на багато менше (так званий піший наділ), а дехто землі зовсім не одержав.
По Васильківщині на кожен поміщицький маєток припадало 3073 десятин землі. Графиня Браницька володіла 72576 десятинами землі. Близько половини орної землі в Саливінках належало цій багатій землевласниці.
Після реформи 1861 року поміщики значну площу своїх земель відводили під технічні культури. Так в маєтку графині Браницької в Саливінках значні площі відводились під цукрові буряки. Селяни Саливінок наймитували в маєтку, отримуючи за буряковий день 15-20 копійок.
У 1873 році Браницькі збудували в Саливінках цукровий завод. Паливом для нього були дрова. Були знищені ліси по березі Протоки. Жителі Лосятина, Саливінок, Соколівки довго пам'ятали величезні пеньки від зрубаних дерев. Умови праці на заводі були тяжкі. Тому Браницькі запросила на роботу в цукровий завод переселенців з Польщі з умовою, що вони після 10-річної праці на заводі одержать наділи землі. Частина поляків переважно з-під Кракова, яких місцеві селяни називали кракузами, витримали цей строк і оселилися в Соколівці, Лосятині, Саливінках та інших селах, де були володіння Браницьких.
Але все ж становище селян значно поліпшилось після реформи 1861 року. Було вдосконалено медичне обслуговування. Якщо до реформи єдиною лікарнею, якою могли скористатись кріпаки, була приватна лікарня в місті Біла Церква, на яку Браницькі виділили 8 тис. руб. сріблом. За 40 років послугами лікарні скористувалися 1846 селян. Після реформи була організована Гребінківська лікарська дільниця. В 90-х роках XIX століття її очолив лікар Совенко. Лікарня, яка обслуговувала гребінківську волость, мала 5 лікарняних ліжок. Разом з лікарем в лікарні було ще 4 медичні працівники. Було організовано поштове відділення, яким користувались і жителі Саливінок.
На кінець XIX століття внаслідок покращення умов життя селян, в Україні відбувся демографічний бум. Різко збільшилась кількість населення. Якщо в середині XIX століття Гребінки і Саливінки були в одній адміністративній одиниці, яка нараховувала 3048 чоловік населення, то на кінець 4009 чоловік, а в Саливінках 2143 чоловік.
Різко зменшився земельний наділ на один селянський двір. Утворився по селу великий залишок робочої сили, якою не міг поглинути як маєток Браницької, так і Саливінківський цукровий завод.
Жителі Саливінок разом з селянами інших сіл, шукали роботи у великих капіталістичних господарствах Півдня і рудниках Кривбасу. В місті Біла Церква був великий ринок робочої сили.
Під час організованого радянською владою Голодомору 1932—1933 років померло щонайменше 357 жителів села.

### Декомунізація
Закон України «Про засудження комуністичного та націонал-соціалістичного (нацистського) тоталітарних режимів в Україні та заборону пропаганди їхньої символіки» № 317-УІІІ, прийнятий Верховною Радою України 9 квітня 2015 року, вимагає зміну назв топонім (географічні назви та назви вулиць і підприємств населених пунктів України), що мають комуністичне походження. Відповідно до п.6 ст.3 зазначеного Закону, керуючись п.41 ч.1. ст.26, п.1ст.37 Закону України «Про місцеве самоврядування в Україні», Саливонківська сільська рада 11 березня 2016 року ухвалила Рішення за № 26-5-VII перейменувати
- вулицю Леніна на вулицю Незалежності;
- провулок Леніна на провулок Незалежності;
- вулицю Радянська на вулицю Узинська;
- провулок Радянській на провулок Узинський;
- вулицю Кірова на вулицю Зоряна;
- вулицю 50р. Жовтня на вулицю Ювілейна;
- вулицю 1-го Травня на вулицю Травнева;
- вулицю Щорса на вулицю Майданівська;
- вулицю Фрунзе на вулицю Ярослава Мудрого;
- вулицю Чапаєва на вулицю Козацькій Хутір;
- вулицю Свердлова на вулицю Слави;
- вулицю Котовського на вулицю Сироти;
- вулицю Комсомольська на вулицю Дмитра Дорошенка;
- вулицю Калініна на вулицю Калинова;
- вулицю Чкалова на провулок Озерний;
- вулицю Ватутіна на вулицю Волі;
- вулиця Терешкової на вулицю Каденюка (2022).

## Населення

### Мова
Розподіл населення за рідною мовою за даними перепису 2001 року:
| Мова            | Кількість | Відсоток |
| --------------- | --------- | -------- |
| українська      | 2553      | 96.38%   |
| російська       | 40        | 1.51%    |
| циганська       | 37        | 1.40%    |
| вірменська      | 10        | 0.37%    |
| румунська       | 5         | 0.19%    |
| білоруська      | 2         | 0.07%    |
| словацька       | 1         | 0.04%    |
| інші/не вказали | 1         | 0.04%    |
| Усього          | 2649      | 100%     |

## Уродженці
Сидір Пурик-Пуриченко (? — 29 січня 1918) — учасник бою під Крутами (помічний студентський курінь), полонений та розстріляний більшовиками.